# Телевидение стандартной чёткости

Телевидение стандартной чёткости (от англ. Standard-definition television, сокр. SDTV), иногда также расшифровывается как Standard Digital Television — стандартное цифровое телевидение) — разновидность телевизионных вещательных стандартов, параметры которых выбраны, исходя из расстояния наблюдения, равного шести высотам наблюдаемого изображения. Системы стандартной чёткости основаны на стандартах разложения 625/50 (576i) и 525/60 (480i), существующих с 1940-х годов, когда телевидение стало массовым. Существует аналоговое и цифровое телевидение стандартной чёткости, однако термин SDTV чаще всего применяется по отношению именно к цифровому телевидению.

## Особенности
Всё аналоговое телевидение является телевидением стандартной чёткости. Со стандартной чёткостью неразрывно связаны системы цветного телевидения NTSC, PAL и SECAM. Стандартная чёткость используется и в цифровом телевидении систем DVB, ATSC и ISDB, хотя во всех этих системах созданы специальные профили для сигналов телевидения высокой чёткости, основанного на большем количестве элементов изображения.
Стандартная чёткость предусмотрена в цифровых передачах видео с разрешением 480 (NTSC) или 576 (PAL, SECAM) строк, с чересстрочной или прогрессивной развёртками. Улучшенное качество изображения в сравнении с аналоговым вещанием удаётся достичь главным образом потому, что при цифровой передаче исчезают искажения и помехи канала передачи, обычные для стандартного аналогового телевидения. Однако, телевидение стандартной чёткости не приближается к телевидению высокой чёткости по информационной ёмкости изображения и качеству звука. Кроме того, в отличие от ТВЧ, использующего соотношение сторон кадра 16:9, SDTV основано на формате 4:3, близком к «классическому» формату кино. Однако, современное цифровое вещание стандартной чёткости во многих странах ведётся с соотношением сторон экрана 16:9 с использованием цифрового анаморфирования.
Благодаря сравнительно невысокой разрешающей способности стандартного телевидения, его видеосигнал занимает небольшую полосу частот, необходимую для вещания, и в компрессированном виде представляет достаточно малый поток данных при цифровой передаче или видеозаписи. Поэтому существующие до сегодняшнего дня форматы видеодисков DVD используют для хранения фильмов именно стандарты разложения телевидения стандартной чёткости из-за своей ограниченной ёмкости и скорости считывания с физического носителя.
Принятый в России ГОСТ Р 53540-2009 описывает параметры широкоформатного телевидения стандартной чёткости, которое определено как телевидение с форматом изображения 16:9 и параметрами разложения активной части кадра 960×540.